# Torrano
Torrano è una frazione del comune italiano di Pontremoli, nella provincia di Massa-Carrara.

## Geografia fisica
Il borgo è situato alle pendici orientali del Monte Burello, nella valle del torrente Gordana. La frazione è divisa in due borgate, Torrano Chiesa e Torrano Valle, già denominate Torrano di Sopra e Torrano di Sotto.

## Monumenti e luoghi d'interesse
La chiesa principale di Torrano, dedicata a san Geminiano, è documentata sin dal XIII secolo come piccola cappella, al tempo unita in parrocchia con Cavezzana Gordana e dipendente dalla pieve di Saliceto. Elevata a parrocchiale nel XVII secolo, se ne conserva la documentazione d'archivio a partire dal 1681. Ampliata nel corso degli anni, è stata oggetto di restauro conservativo nel 2012. All'interno è conservato un tabernacolo di Desiderio da Settignano risalente al 1553.
Nella borgata di Valle si trova un oratorio dedicato alla Santissima Immacolata.

## Società

### Tradizioni e folclore
- San Geminiano
- Madonna di Giugno

## Galleria d'immagini

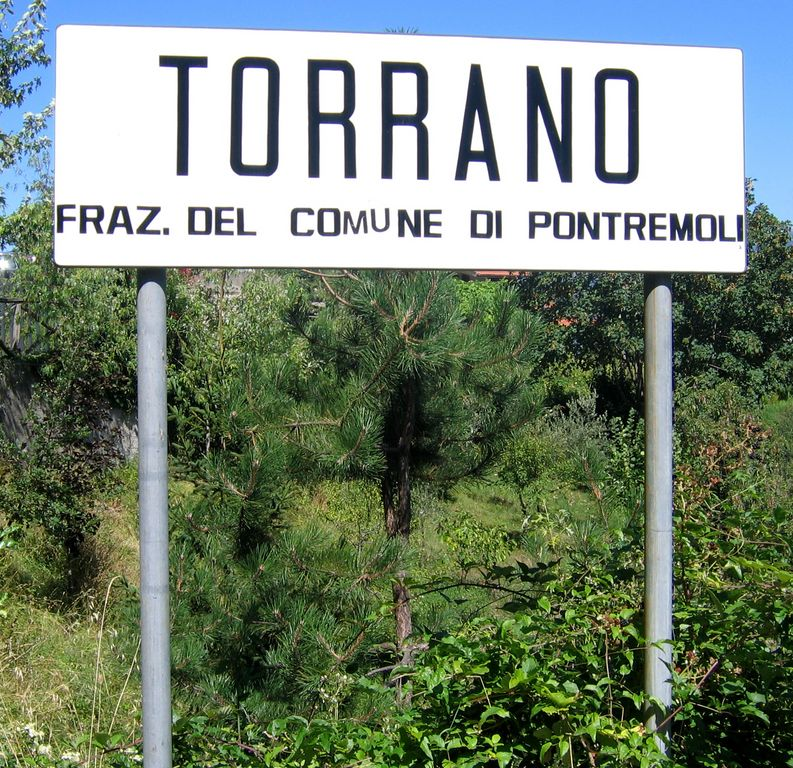
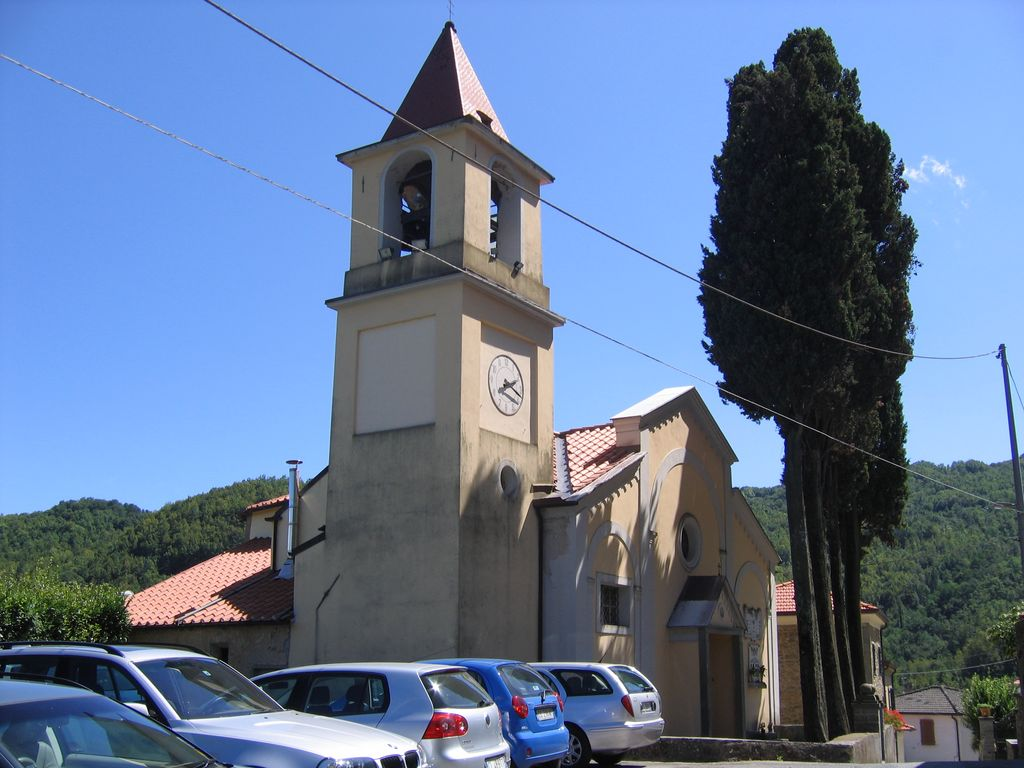
Chiesa di San Geminiano
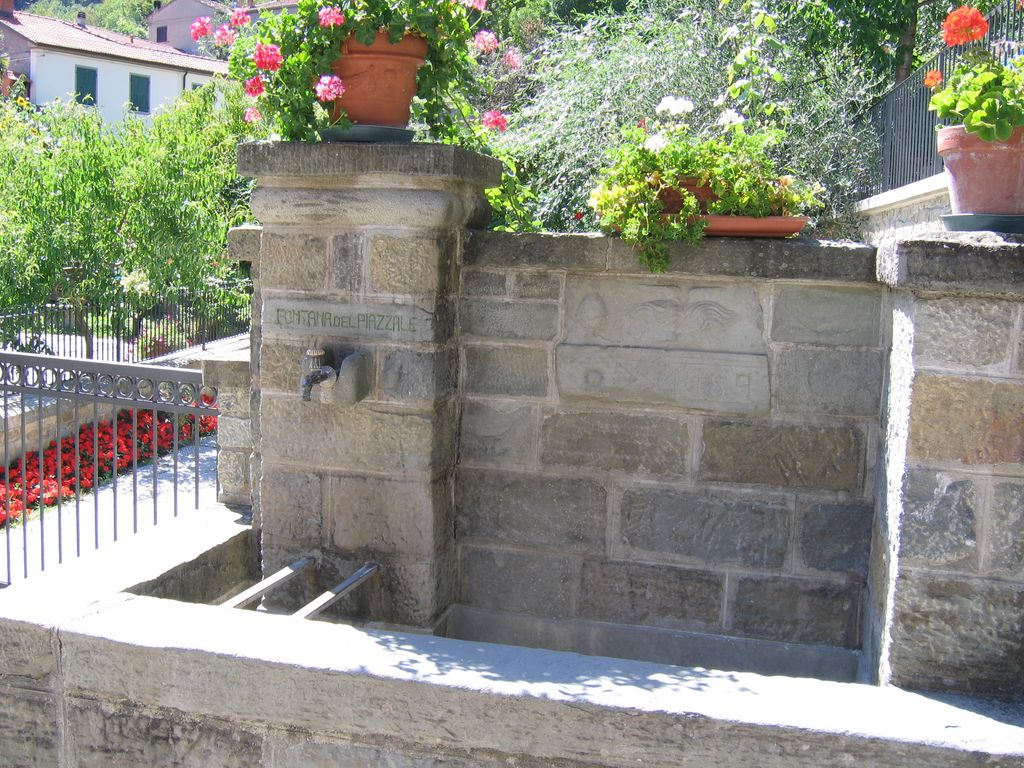
Fontana Chiesa
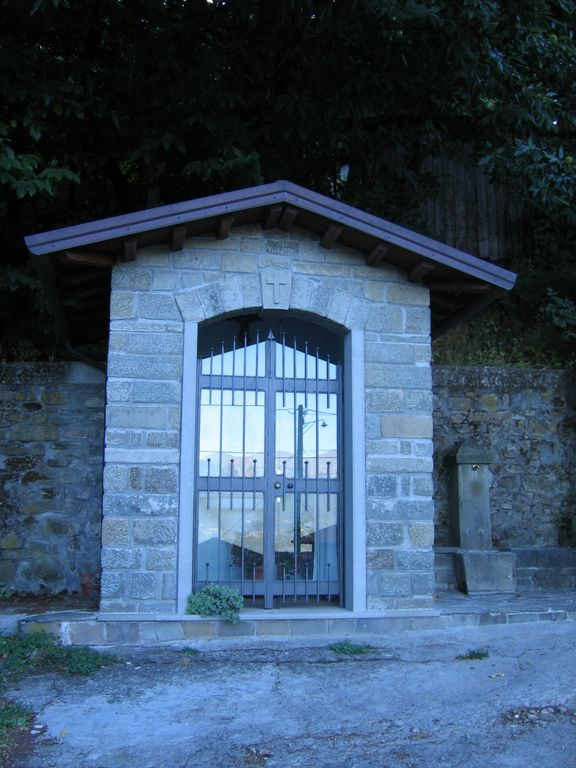
Cappella Torrano Valle
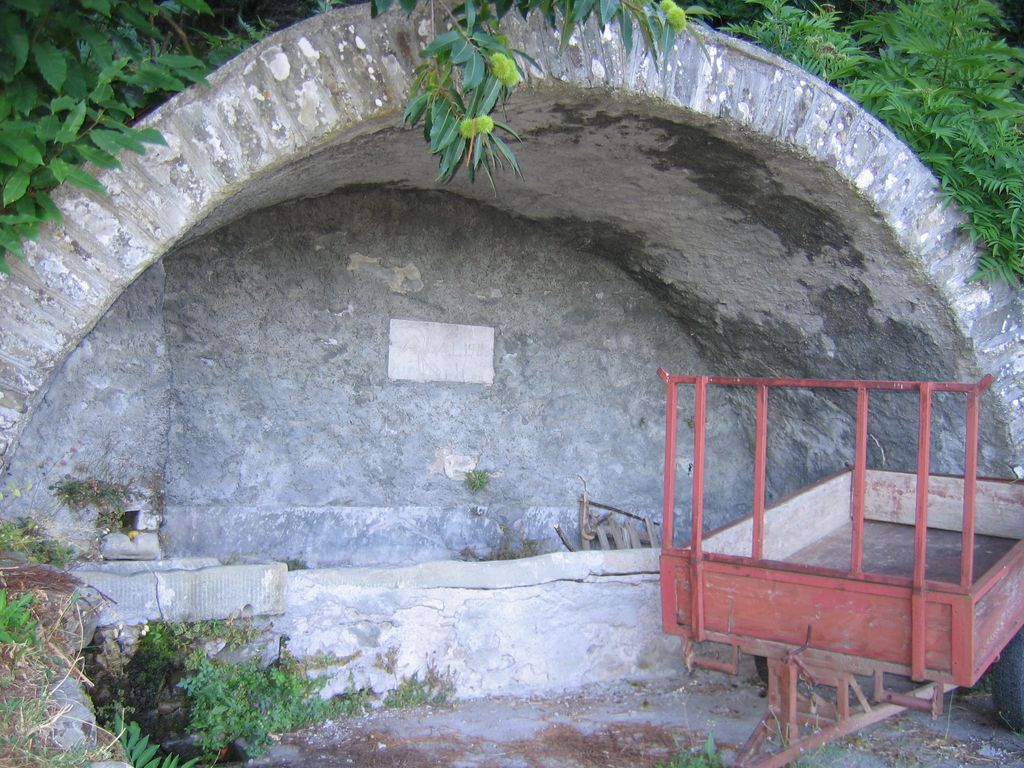
Fontana